# Алмаз (спецпідрозділ)
Спеціальний терористичний підрозділ «Алмаз» (СПБТ «Алмаз») — антитерористичний спецпідрозділ Міністерства внутрішніх справ Білорусі.

## Історія
Загін спеціального призначення Міністерства внутрішніх справ БРСР «Беркут» було створено 2 січня 1991 року відповідно до наказу МВС СРСР від 14 грудня 1990 року. Це був перший спецпідрозділ міністерства внутрішніх справ на території республіки. Спочатку, загін «Беркут» знаходився в підпорядкуванні управління з виконання покарань МВС БРСР.
Першим командиром підрозділу був призначений капітан міліції Володимир Наумов, тоді ще командир патрульної роти.
Основними завданнями є: 
- запобігання терористичних актів;
- виявлення та знешкодження вибухових пристроїв;
- проведення спеціальних заходів з виявлення та затримання небезпечних озброєних злочинців, щодо вилучення фальшивих грошових знаків, наркотичних, хімічних та радіоактивних речовин і боєприпасів;
- забезпечення фізичної безпеки оперативного складу МВС;
- проведення пошукових і розвідувальних заходів;
- охорона суддів і осіб контролюючого складу республіки, вищих осіб держави та іноземних делегацій.

## Командири
- Володимир Наумов[be-x-old] (1991)
- Микола Карпенків[ru] (1992—1994)
- Микола Карпенків (2003 — 27 грудня 2010 року)
- Віктор Зураев[be] (27 грудня 2010 – 2021)
- Віктор Кравцевич (з 2021)